# HD137681
HD137681 — хімічно пекулярна зоря спектрального класу
A0 й має видиму зоряну величину в смузі V приблизно  9,0.

## Пекулярний хімічний склад
Зоряна атмосфера HD137681 має підвищений вміст 
Si
.